# Domenic Weinstein
Domenic Weinstein (Villingen-Schwenningen, 27 de agosto de 1994) é um desportista alemão que compete no ciclismo nas modalidades de pista, especialista na prova de perseguição individual, e rota.
Ganhou duas medalhas de prata no Campeonato Mundial de Ciclismo em Pista, nos anos 2016 e 2019, e quatro medalhas no Campeonato Europeu de Ciclismo em Pista entre os anos 2015 e 2019.
Participou nos Jogos Olímpicos de Verão de 2016, ocupando o 5.º lugar na prova de perseguição por equipas.

## Medalheiro internacional
| Campeonato Mundial | Campeonato Mundial         | Campeonato Mundial | Campeonato Mundial     |
| Ano                | Lugar                      | Medalha            | Competição             |
| ------------------ | -------------------------- | ------------------ | ---------------------- |
| 2016               | Londres ( Reino Unido)     | Medalha de prata   | Perseguição individual |
| 2019               | Pruszków ( Polónia)        | Medalha de prata   | Perseguição individual |
| Campeonato Europeu |                            |                    |                        |
| Ano                | Lugar                      | Medalha            | Competição             |
| 2015               | Grenchen ( Suíça )         | Medalha de prata   | Perseguição individual |
| 2017               | Berlim ( Alemanha)         | Medalha de bronze  | Perseguição individual |
| 2018               | Glasgow ( Reino Unido)     | Medalha de ouro    | Perseguição individual |
| 2019               | Apeldoorn ( Países Baixos) | Medalha de prata   | Perseguição individual |